# Pandore (televisieserie)
Pandore is een Belgische Franstalige dramaserie geregisseerd door Savina Dellicour en Vania Leturcq naar een scenario van Anne Coesens, Savina Dellicour en Vania Leturcq, uitgezonden in 2022. De serie draait rond de impact van van macht, waar de scenaristen zich interesseerden voor de rechtvaardigheid en de Belgische politiek, de radicalisering van het politieke discours, het geweld tegen vrouwen en het probleem van nepnieuws. Pandore toont - volgens de RTBf - een gespannen Belgische samenleving, een land dat op ontploffen staat. Het intieme verhaal van personages als Claire Delval, Ludivine Gilson of Sasha Hamzaoui, tonen hun felle strijd voor de waarheid.
De serie was in het voorjaar van 2022 een succes voor de Belgische Franstalige publieke omroep Radio-Télévision belge de la Communauté française met de beste kijkcijfers voor een eigen dramaserie sinds 2016, zowel op La Une als op het eigen streamingplatform Auvio. Pandore werd verkocht aan distributiekanalen in Nederland, IJsland, Portugal, Spanje, Canada, Frankrijk, Noorwegen, Zwitserland, Zweden, Finland en Denemarken. De serie won in 2022 in Bagnères-de-Luchon de publieksprijs op het Festival de télévision de Luchon. Bovendien werd de serie geselecteerd in competitie op het Berlin TV Series Festival van juni 2022.
De serie werd in 2022 ook in Finland op televisie gebracht, en in 2024 op NPO 3 door BNNVARA in Nederland. In meerdere landen was de serie onderdeel van het streamingaanbod. In 2022 werd reeds een tweede seizoen besteld bij dezelfde scenaristen. Een tweede seizoen met zes afleveringen van de televisieserie is in november 2024 uitgekomen en snijdt de spanning aan tussen het bedrijfsleven, justitie, politiek en technische ontwikkelingen als surveillance.

## Verhaallijn
Brussel, twee maanden voor de verkiezingen. De campagne wordt verstoord door een corruptieonderzoek. Dan komt er een verkrachting die de botsing zal veroorzaken tussen een onderzoeksrechter, een politicus, een activist en een journalist.
Ludivine Gilson is een jonge vrouwelijke activiste die na een actie om haar in Saoedi-Arabië opgesloten zus te bevrijden, in Brussel door vijf jongeren in een parkeergarage wordt verkracht.  De politicus Mark Van Dyck wordt getuige van deze verkrachting, durft niet tussen te komen maar filmt wel de misdaad. Achteraf brengt hij het slachtoffer naar het ziekenhuis waar hij de onderzoeksrechter Claire Delval tegenkomt. Delval leidt het onderzoek met de hulp van politiecommissaris Van Bocksel en haar griffier Samuel Rouve. Van Dyck, opkomend politicus die door zijn partij naar voor wordt geschoven voor de nakende verkiezingen zit gewrongen met zijn gedrag. Het is zijn campagneleidster Krystel Horrens die hem overtuigt niet naar voren te komen met zijn aarzeling. Ze lekt evenwel wel een deel van de opname waardoor een van de daders, de allochtone Wahab Habib, alvast geïdentificeerd kan worden en gearresteerd wordt. De publieke opinie krijgt hiermee ook een beeld dat de verkrachting ook een misdrijf is van immigranten daders tegen een autochtoon slachtoffer. Ludivine die na de reconstructie en ook nadien langzaam terug herinneringen kan ophalen over haar traumatische ervaring, kan namen herinneren die leiden tot de hechtenis van de andere, deels autochtone, daders. De bewijslijst is evenwel beperkt.
Gelijktijdig spelen in de serie ook de verkiezingscampagne, de interne strijd binnen de partij van Van Dyck en een corruptieschandaal waar een oud toppoliticus van die partij, Simon Delval aan de kant is geschoven na onthullingen over smeergeld en misbruik van overheidsmiddelen waar een bedrijf grote sommen kon innen voor een contract voor onderhoud van rioleringen maar hier zwaar te kort schoot in kwaliteit van werk en dit door een politiek geforceerd gebrek aan opvolging en controle werd gefaciliteerd.  De zaken worden nog bemoeilijkt doordat de verantwoordelijke Simon Delval de vader is van onderzoeksrechter Claire Delval die in deze zaak na de vaststelling dat haar vader een belangrijke rol in het dossier speelde, dit niet meldde en zichzelf niet direct uit de zaak terugtrok.
Sasha Hamzaoui, een van de medeactivistes van Ludivine Gilson, valt op door een scherpe aanklacht tegen de grote straffeloosheid in verkrachtingszaken die ze via sociale media verspreidt, en wordt uitgenodigd deel te nemen aan een debat hierover in een televisiestudio waar ook Mark Van Dyck aan deelneemt.  Haar gedrevenheid valt hoofdredacteur Serge Valory op die haar een plaats in zijn redactie aanbiedt. Sasha komt snel met een aantal spraakmakende reportages, waar ze het corruptieschandaal rond het rioleringsschandaal en de rol van Simon Delval sterk in de media zet, maar ook de rol van Claire Delval in het onderzoek van dit dossier en het overspel tussen Claire Delval en Mark Van Dyck onthult, na een tip van Krystel Horrens. Daarmee dwarsboomt ze evenwel de actie van haar vriendin Sasha die zich herinnerde dat Mark Van Dyck de verkrachting had gezien en gefilmd, en die zelf met deze informatie zonder de onderzoeksrechter in te lichten, Van Dyck onder druk had gezet actie te ondernemen om haar zus Rachel Gilson vrij te krijgen uit Saoedi-Arabië.
De botsende verschillende verhaallijnen en onthullingen openen een doos van Pandora. Uiteindelijk komt Van Dycks aanwezigheid bij de verkrachting, de hulp van Krystel Horrens bij dit te verdoezelen, en de betrokkenheid van Mark Van Dyck bij het overlijden van Ludivine Gilson niet boven water.  Claure Delval is haar job kwijt, maar haar huwelijk met Peter Van Maaren heeft het overleefd, Krystel Horrens is haar job kwijt, Rachel Gilson is bevrijd uit Saoedi-Arabië en terug in België, Mark Van Dyck is minister van justitie geworden, met Sasha Hamzaoui als zijn assistente, maar zijn huwelijk met Hélène is voorbij en de serie eindigt met Claire Delval en Rachel Gilson die elkaar ontmoeten op de plaats waar Ludivine het leven liet.

## Rolverdeling
- Anne Coesens als Claire Delval - 10 afleveringen
- Myriem Akheddiou als Krystel Horrens - 10 afleveringen
- Peter Van den Begin als Peter Van Maaren - 10 afleveringen
- Salomé Richard als Ludivine en Rachel Gilson - 10 afleveringen
- Yoann Blanc als Mark Van Dyck - 10 afleveringen
- Vincent Lecuyer als Samuel Rouve - 10 afleveringen
- Noureddine Farihi als Commissaris Van Bocksel - 10 afleveringen
- Mélissa Diarra als Sasha Hamzaoui - 10 afleveringen
- Edwige Baily als Hélène Van Dyck - 9 afleveringen
- Jérôme Varanfrain als Serge Valory - 9 afleveringen
- Johan Leysen als Simon Delval - 8 afleveringen
- Georges Siatidis als Voorzitter van de partij - 8 afleveringen
- Mathilde Rault als Diane Delval - 8 afleveringen
- Bruno Mullenaerts als Alain Montoyer - 8 afleveringen
- Valérie Bodson als Bénédicte Gilson - 7 afleveringen
- Alice D'Hauwe als Blanche - 7 afleveringen
- Anne Benoît als Yvonne Delval - 6 afleveringen
- Francesco Mormino als Jacques Gilson - 6 afleveringen
- Stany Paquay als Cyril Debay - 6 afleveringen
- Françoise Oriane als Marks moeder - 6 afleveringen
- Louise Manteau als Louise - 5 afleveringen
- Thierry Hellin als President van het Hof - 5 afleveringen
- Lucie Flamant als Lucie - 5 afleveringen
- Jo Deseure als Thérèse Mahy - 4 afleveringen
- Félix Vannoorenberghe als Steve Meert - 4 afleveringen
- William Amorin als Etienne Diallo - 4 afleveringen
- Antonin Cornet als Bogdan Misevich - 4 afleveringen
- Amine Hatim als Osman Rahim - 4 afleveringen
- Anas El Marcouchi als Wahab Habib - 3 afleveringen
- Florence Hainaut als tv-presentatrice - 3 afleveringen

## Productie
De serie werd opgenomen in Brussel met opnames onder andere in het Justitiepaleis van Brussel, het Poelaertplein, het gebouw van de Brusselse Gewestelijke Huisvestingsmaatschappij en de toegang tot het Portalisgebouw, de Marollen, het Egmontpark, de vergaderzaal van de Kamer van volksvertegenwoordigers in het Paleis der Natie, kunstgalerij Costermans en de Ethnic Bar.